# Thierry Montmerle
Thierry Montmerle est un astrophysicien français, ancien secrétaire général de l'Union astronomique internationale (2012-2015).